# Johann Textor
Johann Textor (* September 1582 in Haiger; † 30. Oktober 1626 an der Pest in Dillenburg) war ein deutscher Jurist, Historiker und Geschichtsschreiber.
Johann Textor besuchte die Lateinschule Haiger (ab 1588) und danach die Pädagogien Dillenburg (ab 1590), Siegen (ab 1597) und Herborn (ab 1599). Er studierte Rechtswissenschaft in Herborn (ab 1601) und Heidelberg (1604 bis 1607). Seit 1608 war er Stadtschreiber in Haiger als Nachfolger seines Vetters Johann Pithan. Danach war er ab 1619 Stadtschreiber in Dillenburg als Nachfolger seines Schwiegervaters Conrad Geis[s]e. Textor ist bekannt als Verfasser der „Nassauischen Chronik“, die 1617 in Herborn gedruckt wurde.
Johann Textor war in erster Ehe (um 1608/09) verheiratet mit Anna Jacobe Geis[s]e aus Dillenburg (* 1584). In zweiter Ehe heiratete er 1623 Anna Maria Rein aus Berleburg, eine Kammermagd und Hofapothekerin auf dem Schloss zu Dillenburg († 1624). In dritter Ehe war er mit Anna Elisabeth Hirtz, der Witwe des Schultheißen Cyriacus Göst in Haiger (* um 1575) verheiratet.

## Schriften
- Locus de certitudine electionis, seu perseverantia sanctorum thetikōs propositus, Herbornae Nassoviorum : Corvinus, 1611 (Digitalisat)